# Lijst van tennisspelende zusters
De lijst van tennisspelende zusters is een opsomming van alle zusterparen of -drietallen die tijdens de tennishistorie op het internationale niveau actief zijn (geweest) in een of meer van de tennisdisciplines.
| Land                | Speelsters1                                                                         | Tweeling |
| ------------------- | ----------------------------------------------------------------------------------- | -------- |
| Argentinië          | Erica Krauth en Vanesa Krauth (1981)                                                | ☼        |
| Australië           | Gail Sherriff (1945) en Carol Sherriff (1946)                                       |          |
| Australië           | Anne Minter (1963) en Elizabeth Minter (1965)                                       |          |
| Australië           | Evie Dominikovic (1980) en Daniella Dominikovic (1987)                              |          |
| Australië           | Anastasia Rodionova (1982) en Arina Rodionova (1989)                                |          |
| België              | Kim Clijsters (1983) en Elke Clijsters (1985)                                       |          |
| Bulgarije           | Manuela Maleeva (1967) en Katerina Maleeva (1969) en Magdalena Maleeva (1975)       |          |
| Canada              | Jana Nejedly (1974) en Martina Nejedly (1975)                                       |          |
| Canada              | Leylah Fernandez (2002) en Bianca Fernandez (2004)                                  |          |
| Chili               | Natalie Rodríguez en Pauline Rodríguez (1969)                                       | ☼        |
| Colombia            | María Paulina Pérez García en Paula Andrea Pérez García (1996)                      | ☼        |
| Duitsland           | Edda Buding (1936) en Ilse Buding (1939)                                            |          |
| Duitsland           | Renata Kochta (1973) en Marketa Kochta (1975)                                       |          |
| Duitsland           | Anca Barna (1977) en Adriana Barna (1978)                                           |          |
| Duitsland           | Sabine Klaschka (1980) en Carmen Klaschka (1987)                                    |          |
| Duitsland           | Tayisiya Morderger en Yana Morderger (1997)                                         | ☼        |
| Filipijnen          | Anna Christine Patrimonio (1991) en Anna Clarice Patrimonio (1993)                  |          |
| Finland             | Essi Laine (1984) en Emma Laine (1986)                                              |          |
| Frankrijk           | Blanche Amblard en Suzanne Amblard (1896)                                           | ☼        |
| Guatemala           | Paulina Schippers (1991) en Daniela Schippers (1995)                                |          |
| Hongarije           | Ágnes Szávay (1988) en Blanka Szávay (1993)                                         |          |
| Hongarije           | Panna Udvardy (1998) en Luca Udvardy (2005)                                         |          |
| India               | Shikha Uberoi (1983) en Neha Uberoi (1986)                                          |          |
| India               | Ankita Bhambri (1986) en Sanaa Bhambri (1988)                                       |          |
| Indonesië           | Sandy Gumulya (1986) en Beatrice Gumulya (1991)                                     |          |
| Israël              | Julia Glushko (1990) en Lina Glushko (2000)                                         |          |
| Italië              | Adriana Serra Zanetti (1976) en Antonella Serra Zanetti (1980)                      |          |
| Italië              | Evelyn Mayr (1989) en Julia Mayr (1991)                                             |          |
| Japan               | Junko Sawamatsu (1948) en Kazuko Sawamatsu (1951)                                   |          |
| Japan               | Akiko Kijimuta (1968) en Naoko Kijimuta (1972)                                      |          |
| Japan               | Tomoko Yonemura (1982) en Akiko Yonemura (1984)                                     |          |
| Japan               | Yurika Sema (1986) en Erika Sema (1988)                                             |          |
| Japan               | Mari Osaka (1996) en Naomi Osaka (1997)                                             |          |
| Kroatië             | Ivana Abramović (1983) en Maria Abramović (1987)                                    |          |
| Madagaskar          | Dally Randriantefy (1977) en Natacha Randriantefy (1978)                            |          |
| Nederland           | Christine van Lennep (1872) en Madzy van Lennep (1879)                              |          |
| Nederland           | Pauline Wong (1985) en Marcella Wong (1994)                                         |          |
| Nieuw-Zeeland       | Paula Marama (1984) en Eden Marama (1986)                                           |          |
| Oekraïne            | Valeria Bondarenko (1982) en Aljona Bondarenko (1984) en Kateryna Bondarenko (1986) |          |
| Oekraïne            | Ljoedmyla Kitsjenok en Nadija Kitsjenok (1992)                                      | ☼        |
| Oekraïne            | Jelizaveta Jantsjoek (1993) en Olga Jantsjoek (1995)                                |          |
| Oostenrijk          | Daniela Klemenschits en Sandra Klemenschits (1982)                                  | ☼        |
| Polen               | Aleksandra Rosolska (1984) en Alicja Rosolska (1985)                                |          |
| Polen               | Agnieszka Radwańska (1989) en Urszula Radwańska (1990)                              |          |
| Roemenië            | Gabriela Niculescu (1986) en Monica Niculescu (1987)                                |          |
| Rusland             | Olga Panova (1987) en Aleksandra Panova (1989)                                      |          |
| Rusland             | Veronika Koedermetova (1997) en Polina Koedermetova (2003)                          |          |
| Rusland             | Erika Andrejeva (2004) en Mirra Andrejeva (2007)                                    |          |
| Slovenië            | Maša Vesenjak en Urška Vesenjak (1982)                                              | ☼        |
| Slowakije           | Zuzana Kučová (1982) en Kristína Kučová (1990)                                      |          |
| Slowakije           | Anna Karolína Schmiedlová (1994) en Kristína Schmiedlová (1997)                     |          |
| Taiwan              | Hsieh Su-wei (1986) en Hsieh Shu-ying (1993)                                        |          |
| Taiwan              | Chan Yung-jan (1989) en Chan Hao-ching (1993)                                       |          |
| Thailand            | Varatchaya Wongteanchai (1989) en Varunya Wongteanchai (1993)                       |          |
| Thailand            | Peangtarn Plipuech (1992) en Plobrung Plipuech (1997)                               |          |
| Tsjechië            | Petra Hradecká (1975) en Lucie Hradecká (1985)                                      |          |
| Tsjechië            | Jana Hlaváčková (1981) en Andrea Hlaváčková (1986)                                  |          |
| Tsjechië            | Eva Birnerová (1984) en Hana Birnerová (1989)                                       |          |
| Tsjechië            | Karolína Plíšková en Kristýna Plíšková (1992)                                       | ☼        |
| Tsjechië            | Linda Fruhvirtová (2005) en Brenda Fruhvirtová (2007)                               |          |
| Turkije             | Lütfiye Esen (1988) en Hülya Esen (1989)                                            |          |
| Verenigd Koninkrijk | Lilian Watson (1857) en Maud Watson (1864)                                          |          |
| Verenigd Koninkrijk | Margaret McKane (1895) en Kitty McKane (1896)                                       |          |
| Verenigd Koninkrijk | Christine Truman (1941) en Nell Truman (1945)                                       |          |
| Verenigde Staten    | Grace Roosevelt (1867) en Ellen Roosevelt (1868)                                    |          |
| Verenigde Staten    | Juliette Atkinson (1873) en Kathleen Atkinson (1875)                                |          |
| Verenigde Staten    | Marion Jones (1879) en Georgina Jones (1882)                                        |          |
| Verenigde Staten    | Ethel Sutton (1881) en Florence Sutton (1883) en May Sutton (1886)                  |          |
| Verenigde Staten    | Pam Austin (1950) en Tracy Austin (1962)                                            |          |
| Verenigde Staten    | Marcie Louie (1953) en Mareen Louie (1960)                                          |          |
| Verenigde Staten    | Chris Evert (1954) en Jeanne Evert (1957)                                           |          |
| Verenigde Staten    | Barbara Jordan (1957) en Kathy Jordan (1959)                                        |          |
| Verenigde Staten    | Cynthia MacGregor (1964) en Cammy MacGregor (1968)                                  |          |
| Verenigde Staten    | Tami Whitlinger en Teri Whitlinger (1968)                                           | ☼        |
| Verenigde Staten    | Amy deLone (1968) en Erika deLone (1972)                                            |          |
| Verenigde Staten    | Venus Williams (1980) en Serena Williams (1981)                                     |          |
| Verenigde Staten    | Carly Gullickson (1986) en Chelsey Gullickson (1990)                                |          |
| Verenigde Staten    | Lindsay Burdette (1988) en Mallory Burdette (1991)                                  |          |
| Verenigde Staten    | Courtney Dolehide (1992) en Caroline Dolehide (1998)                                |          |
| Zuid-Afrika         | Monica Reinach (1966) en Elna Reinach (1968)                                        |          |
| Zwitserland         | Daniela Casanova (1984) en Myriam Casanova (1985)                                   |          |

1 Eerstgenoemde zus is de oudste.